# Grand Réservoir
Grand Reservoir (tj. velká nádrž) byla vodní nádrž postavená v roce 1740 v místě dnešního Cirque d'Hiver.

## Historie
S kapacitou 6000 m3 byla nádrž vybudována na mírné vyvýšenině, pozůstatku bašty Filles du Calvaire, která vznikla v roce 1635 na návrší k ochraně městských hradeb vybudovaných králem Karlem V. Tato bašta byla z velké části pohlcena bulvárem vybudovaným po roce 1670 na místě původních hradeb.
Nádrž byla napájena vodou nevhodnou pro pití přiváděnou potrubím z pramenů na návrší Belleville. Její vznik souvisel s tehdejší úpravou tzv. velké stoky vyhloubenou v nové trase v blízkosti té staré. Nádrž byla určena k jejímu čištění, které probíhalo periodickým splachováním vody do kanálu vedoucího do stoky v místě dnešního náměstí Place de la République. Tento kanál vedl podél Rue des Ditches du Temple (dnes Rue Amelot) po roce 1670 na okraji příkopu bývalých rozebraných hradeb. Voda byla čerpána do rezervoáru a čerpána zpět do kanalizace pomocí čerpadel na koňský pohon.
Král Ludvík XV. s královnou navštívili tuto stavbu v roce 1740. Nádrž byla prodána a zbořena v roce 1779 v době, kdy došlo k zakrytí tzv. velké stoky a čištění již nebylo zapotřebí. Stoka byla nahrazena za Druhého císařství novou kanalizační sítí. Část stoky, která zůstala pod širým nebem podél Rue des Fossés du Temple, byla v 80. letech 18. století zasypána. Král v květnu 1777 nařídil zasypat celý příkop, který vedl podél bulvárů od Bastily k velké stoce.
Pozemek v prostoru čtvrti Nouvelle Ville d'Angoulême zůstal neobsazený až do výstavby Cirque d'hiver v roce 1852.